# Treewadee Yongphan
Treewadee Yongphan (* 3. März 1987) ist eine thailändische Sprinterin, die sich auf die 400-Meter-Distanz spezialisiert hat und vor allem mit der thailändischen 4-mal-400-Meter-Staffel Erfolge verzeichnen konnte.

## Sportliche Laufbahn
Erste internationale Erfahrungen sammelte Treewadee Yongphan 2005 bei den Hallenasienspielen in Pattaya, bei denen sie Platz vier über 400 Meter erreichte und mit der thailändischen 4-mal-400-Meter-Staffel die Silbermedaille gewann. Ein Jahr darauf wurde sie bei den Hallenasienmeisterschaften erneut Vierte über 400 Meter, kurz darauf Fünfte bei den Juniorenasienmeisterschaften in Macau, bei denen sie zudem die Silbermedaille mit der Staffel gewann. 2009 nahm sie erneut an den Hallenasienspielen in Macau teil, schied diesmal aber bereits in der ersten Runde aus. 2008 gewann sie bei den Hallenasienmeisterschaften in Doha die Bronzemedaille mit der thailändischen Stafette. Bei den Hallenasienspielen 2009 in Hanoi wurde sie erneut Vierte im Einzelbewerb und gewann mit der Staffel die Bronzemedaille. Anschließend belegte sie bei den Asienmeisterschaften in Guangzhou Platz acht im 400-Meter-Lauf sowie Platz fünf mit der thailändischen Staffel. Kurz danach gewann sie bei den Südostasienspielen in Vientiane die Goldmedaillen in beiden Bewerben. 
2010 scheiterte sie bei den Asienspielen in Guangzhou in der ersten Runde. 2011 und 2013 gewann sie jeweils zwei Goldmedaillen bei den Südostasienspielen in Palembang und  Naypyidaw. 2014 gewann sie die Silbermedaille mit der Staffel bei den Hallenasienmeisterschaften im chinesischen Hangzhou. Bei den Asienspielen in Incheon belegte sie mit der Staffel Platz vier. Auch bei den Südostasienspielen 2015 in Singapur gewann sie mit der Staffel die Silbermedaille und belegte Platz vier im Einzelbewerb. Zwei Jahre später gewann sie erneut die Silbermedaille mit der Staffel bei den Südostasienspielen in Kuala Lumpur. Anfang September 2017 gewann sie bei den Asian Indoor & Martial Arts Games in Aşgabat die Goldmedaille mit der Staffel.
2006 wurde sie thailändische Meisterin über 400 Meter.

## Bestleistungen
- 400 Meter: 53,11 s, 15. Dezember 2013 in Naypyidaw
  - 400 Meter (Halle): 54,98 s, 1. November 2009 in Hanoi
- 800 Meter: 2:11,48 min, 6. März 2012 in Khon Kaen